# Liste des groupes d'espace (3+1)D (trigonal, hexagonal)
Pour des raisons de taille, la liste des groupes d'espace (3+1)D de l'article groupe d'espace (4D) est scindée en quatre pages :
- liste des groupes d'espace (3+1)D (triclinique, monoclinique) ;
- liste des groupes d'espace (3+1)D (orthorhombique) ;
- liste des groupes d'espace (3+1)D (quadratique) ;
- liste des groupes d'espace (3+1)D (trigonal, hexagonal).

Cette page liste les groupes d'espace (3+1)D (trigonal, hexagonal).
| Système trigonal  |                                                                 |       |                                                                      |       |                                                                      |       |                                                                         |       |                                                                    |
| 143.1             | {\displaystyle P3\,({\frac {1}{3}}{\frac {1}{3}}\gamma )}       | 143.2 | {\displaystyle P3\,(00\gamma )}                                      | 143.3 | {\displaystyle P3\,(00\gamma )t}                                     | 144.1 | {\displaystyle P3_{1}\,({\frac {1}{3}}{\frac {1}{3}}\gamma )}           | 144.2 | {\displaystyle P3_{1}\,(00\gamma )}                                |
| 145.1             | {\displaystyle P3_{2}\,({\frac {1}{3}}{\frac {1}{3}}\gamma )}   | 145.2 | {\displaystyle P3_{2}\,(00\gamma )}                                  | 146.1 | {\displaystyle R3\,(00\gamma )}                                      | 146.2 | {\displaystyle R3\,(00\gamma )t}                                        | 147.1 | {\displaystyle P{\bar {3}}\,({\frac {1}{3}}{\frac {1}{3}}\gamma )} |
| 147.2             | {\displaystyle P{\bar {3}}\,(00\gamma )}                        | 148.1 | {\displaystyle R{\bar {3}}\,(00\gamma )}                             | 149.1 | {\displaystyle P312\,({\frac {1}{3}}{\frac {1}{3}}\gamma )}          | 149.2 | {\displaystyle P312\,(00\gamma )}                                       | 149.3 | {\displaystyle P312\,(00\gamma )t00}                               |
| 150.1             | {\displaystyle P32_{1}\,(00\gamma )}                            | 150.2 | {\displaystyle P32_{1}\,(00\gamma )t00}                              | 151.1 | {\displaystyle P3_{1}12\,({\frac {1}{3}}{\frac {1}{3}}\gamma )}      | 151.2 | {\displaystyle P3_{1}12\,(00\gamma )}                                   | 152.1 | {\displaystyle P3_{1}21\,(00\gamma )}                              |
| 153.1             | {\displaystyle P3_{2}12\,({\frac {1}{3}}{\frac {1}{3}}\gamma )} | 153.2 | {\displaystyle P3_{2}12\,(00\gamma )}                                | 154.1 | {\displaystyle P3_{2}21\,(00\gamma )}                                | 155.1 | {\displaystyle R32\,(00\gamma )}                                        | 155.2 | {\displaystyle R32\,(00\gamma )t0}                                 |
| 156.1             | {\displaystyle P3m1\,(00\gamma )}                               | 156.2 | {\displaystyle P3m1\,(00\gamma )0s0}                                 | 157.1 | {\displaystyle P31m\,({\frac {1}{3}}{\frac {1}{3}}\gamma )}          | 157.2 | {\displaystyle P31m\,({\frac {1}{3}}{\frac {1}{3}}\gamma )00s}          | 157.3 | {\displaystyle P31m\,(00\gamma )}                                  |
| 157.4             | {\displaystyle P31m\,(00\gamma )00s}                            | 158.1 | {\displaystyle P3c1\,(00\gamma )}                                    | 159.1 | {\displaystyle P31c\,({\frac {1}{3}}{\frac {1}{3}}\gamma )}          | 159.2 | {\displaystyle P31c\,(00\gamma )}                                       | 160.1 | {\displaystyle R3m\,(00\gamma )}                                   |
| 160.2             | {\displaystyle R3m\,(00\gamma )0s}                              | 161.1 | {\displaystyle R3c\,(00\gamma )}                                     | 162.1 | {\displaystyle P{\bar {3}}1m\,({\frac {1}{3}}{\frac {1}{3}}\gamma )} | 162.2 | {\displaystyle P{\bar {3}}1m\,({\frac {1}{3}}{\frac {1}{3}}\gamma )00s} | 162.3 | {\displaystyle P{\bar {3}}1m\,(00\gamma )}                         |
| 162.4             | {\displaystyle P{\bar {3}}1m\,(00\gamma )00s}                   | 163.1 | {\displaystyle P{\bar {3}}1c\,({\frac {1}{3}}{\frac {1}{3}}\gamma )} | 163.2 | {\displaystyle P{\bar {3}}1c\,(00\gamma )}                           | 164.1 | {\displaystyle P{\bar {3}}m1\,(00\gamma )}                              | 164.2 | {\displaystyle P{\bar {3}}m1\,(00\gamma )0s0}                      |
| 165.1             | {\displaystyle P{\bar {3}}c1\,(00\gamma )}                      | 166.1 | {\displaystyle R{\bar {3}}m\,(00\gamma )}                            | 166.2 | {\displaystyle R{\bar {3}}m\,(00\gamma )0s}                          | 167.1 | {\displaystyle R{\bar {3}}c\,(00\gamma )}                               |       |                                                                    |
| Système hexagonal |                                                                 |       |                                                                      |       |                                                                      |       |                                                                         |       |                                                                    |
| 168.1             | {\displaystyle P6\,(00\gamma )}                                 | 168.2 | {\displaystyle P6\,(00\gamma )h}                                     | 168.3 | {\displaystyle P6\,(00\gamma )t}                                     | 168.4 | {\displaystyle P6\,(00\gamma )s}                                        | 169.1 | {\displaystyle P6_{1}\,(00\gamma )}                                |
| 170.1             | {\displaystyle P6_{5}\,(00\gamma )}                             | 171.1 | {\displaystyle P6_{2}\,(00\gamma )}                                  | 171.2 | {\displaystyle P6_{2}\,(00\gamma )h}                                 | 172.1 | {\displaystyle P6_{4}\,(00\gamma )}                                     | 172.2 | {\displaystyle P6_{4}\,(00\gamma )h}                               |
| 173.1             | {\displaystyle P6_{3}\,(00\gamma )}                             | 173.2 | {\displaystyle P6_{3}\,(00\gamma )h}                                 | 174.1 | {\displaystyle P{\bar {6}}\,(00\gamma )}                             | 175.1 | {\displaystyle P6/m\,(00\gamma )}                                       | 175.2 | {\displaystyle P6/m\,(00\gamma )s0}                                |
| 176.1             | {\displaystyle P6_{3}/m\,(00\gamma )}                           | 177.1 | {\displaystyle P622\,(00\gamma )}                                    | 177.2 | {\displaystyle P622\,(00\gamma )h00}                                 | 177.3 | {\displaystyle P622\,(00\gamma )t00}                                    | 177.4 | {\displaystyle P622\,(00\gamma )s00}                               |
| 178.1             | {\displaystyle P6_{1}22\,(00\gamma )}                           | 179.1 | {\displaystyle P6_{5}22\,(00\gamma )}                                | 180.1 | {\displaystyle P6_{2}22\,(00\gamma )}                                | 180.2 | {\displaystyle P6_{2}22\,(00\gamma )h00}                                | 181.1 | {\displaystyle P6_{4}22\,(00\gamma )}                              |
| 181.2             | {\displaystyle P6_{4}22\,(00\gamma )h00}                        | 182.1 | {\displaystyle P6_{3}22\,(00\gamma )}                                | 182.2 | {\displaystyle P6_{3}22\,(00\gamma )h00}                             | 183.1 | {\displaystyle P6mm\,(00\gamma )}                                       | 183.2 | {\displaystyle P6mm\,(00\gamma )ss0}                               |
| 183.3             | {\displaystyle P6mm\,(00\gamma )0ss}                            | 183.4 | {\displaystyle P6mm\,(00\gamma )s0s}                                 | 184.1 | {\displaystyle P6cc\,(00\gamma )}                                    | 184.2 | {\displaystyle P6cc\,(00\gamma )s0s}                                    | 185.1 | {\displaystyle P6_{3}cm\,(00\gamma )}                              |
| 185.2             | {\displaystyle P6_{3}cm\,(00\gamma )0ss}                        | 186.1 | {\displaystyle P6_{3}mc\,(00\gamma )}                                | 186.2 | {\displaystyle P6_{3}mc\,(00\gamma )0ss}                             | 187.1 | {\displaystyle P{\bar {6}}m2\,(00\gamma )}                              | 187.2 | {\displaystyle P{\bar {6}}m2\,(00\gamma )0s0}                      |
| 188.1             | {\displaystyle P{\bar {6}}c2\,(00\gamma )}                      | 189.1 | {\displaystyle P{\bar {6}}2m\,(00\gamma )}                           | 189.2 | {\displaystyle P{\bar {6}}2m\,(00\gamma )00s}                        | 190.1 | {\displaystyle P{\bar {6}}2c\,(00\gamma )}                              | 191.1 | {\displaystyle P6/mmm\,(00\gamma )}                                |
| 191.2             | {\displaystyle P6/mmm\,(00\gamma )s0s0}                         | 191.3 | {\displaystyle P6/mmm\,(00\gamma )00ss}                              | 191.4 | {\displaystyle P6/mmm\,(00\gamma )s00s}                              | 192.1 | {\displaystyle P6/mcc\,(00\gamma )}                                     | 192.2 | {\displaystyle P6/mcc\,(00\gamma )s00s}                            |
| 193.1             | {\displaystyle P6/mcm\,(00\gamma )}                             | 193.2 | {\displaystyle P6/mcm\,(00\gamma )00ss}                              | 194.1 | {\displaystyle P6_{3}/mmc\,(00\gamma )}                              | 194.2 | {\displaystyle P6_{3}/mmc\,(00\gamma )00ss}                             |       |                                                                    |